# Pavia (stacja kolejowa)
Pavia (włoski: Stazione di Pavia) – stacja kolejowa w Pawii, w regionie Lombardia, we Włoszech. Stacja posiada 3 perony.
| Pavia                                  |  |                                           |
| Linia Genua - Mediolan (28,603 km)     |  |                                           |
| Certosa di Paviaodległość: 7,738 km    |  | San Martino Siccomario-Cava Manara        |
| Linia Pawia - Torreberetti (43,059 km) |  |                                           |
| Cava-Carbonaraodległość: 7,499 km      |  |                                           |
| Linia Pawia - Cremona (0,000 km)       |  |                                           |
|                                        |  | Pavia Porta Garibaldi odległość: 2,407 km |
| Linia Vercelli - Pawia                 |  |                                           |
| Cava-Carbonara                         |  |                                           |
| Linia Pawia - Stradella                |  |                                           |
|                                        |  | San Martino Siccomario-Cava Manara        |